# L-2-amino-4-hloropent-4-enoatna dehidrohlorinaza
-2-amino-4-hloropent-4-enoatna dehidrohlorinaza (EC 4.5.1.4, -2-amino-4-hloro-4-pentenoat dehalogenaza, L-2-amino-4-hloropent-4-enoat hlorid-lijaza (deaminacija), L-2-amino-4-hloropent-4-enoat hlorid-lijaza (dodaje H2O, deaminacija, formira 2-oksopent-4-enoat)) je enzim sa sistematskim imenom L-2-amino-4-hloropent-4-enoat hlorid-lijaza (dodavanje vode, deaminacija, formiranje 2-oksopent-4-enoat). Ovaj enzim katalizuje sledeću hemijsku reakciju
-2-amino-4-hloropent-4-enoat + 2O {\displaystyle \rightleftharpoons } 2-oksopent-4-enoat + hlorid + NH3

## Literatura
- Nicholas C. Price; Lewis Stevens (1999). Fundamentals of Enzymology: The Cell and Molecular Biology of Catalytic Proteins (Third изд.). USA: Oxford University Press. ISBN 019850229X.
- Eric J. Toone (2006). Advances in Enzymology and Related Areas of Molecular Biology, Protein Evolution (Volume 75 изд.). Wiley-Interscience. ISBN 0471205036.
- Branden C; Tooze J. Introduction to Protein Structure. New York, NY: Garland Publishing. ISBN 0-8153-2305-0.
- Irwin H. Segel. Enzyme Kinetics: Behavior and Analysis of Rapid Equilibrium and Steady-State Enzyme Systems (Book 44 изд.). Wiley Classics Library. ISBN 0471303097.

## Spoljašnje veze
- L-2-amino-4-chloropent-4-enoate+dehydrochlorinase на 